# Heinrich Anz (Lehrer)
Heinrich Anz (* 11. August 1870 in Naumburg; † 1944 in Gotha) war ein deutscher Lehrer und Direktor am Gymnasium Ernestinum Gotha.

## Leben
Er war der Sohn des Konsistorialrates und Dompredigers Hermann Anz aus Magdeburg und dessen Ehefrau Anna geborene Jahn. Nach dem Besuch der Schule im Kloster Unserer Lieben Frauen in Magdeburg ging Heinrich Anz zum Studium an die Universitäten Halle, Göttingen und Berlin. Zuletzt kehrte er nach Halle zurück, wo er 1894 zum Dr. phil. promovierte. Das Thema seiner Dissertation lautete: Subsidia ad cognoscendum Graecorum sermonem vulgarem e Pentateuchi versione Alexandrina repetita. Während des Studiums wurde er Mitglied des Klassisch-Philologischen Vereins Halle im Naumburger Kartellverband.
Nach beruflichen Anfängen als Lehrer in Magdeburg ging er von 1896 bis 1897 nach Quedlinburg. Ab 1897 war Heinrich Anz als Oberlehrer in Rudolstadt tätig, 1899 wechselte er nach Barmen und 1902 nach Ploen. 1903 erhielt er eine Stelle als Oberlehrer in Magdeburg, 1906 wechselte er nach Charlottenburg an das Königliche Kaiserin-Augusta-Gymnasium, bis er zuletzt im Jahre 1914 die Stelle des Direktors des Gymnasiums Ernestinum in Gotha erhielt, wo er fortan bis zu seiner Pensionierung im Jahre 1935 wirkte. Er musste sich bei seiner Amtsübernahme mit den Auswirkungen des Ersten Weltkrieges auseinandersetzen. In den darauffolgenden Jahren der Weimarer Republik ist es Anz zu verdanken, dass das humanistische Gymnasium in Gotha fortbestehen und 1924 die 400-Jahr-Feier begehen konnte. Während des Nationalsozialismus wirkten sich das Eingreifen der Hitlerjugend, die Beurlaubung von Lehrkräften und Staatsfeierlichkeiten negativ auf den Schulbetrieb aus.

## Werke
- M. Tullii Ciceronis Cato Maior de senectute. Für den Schulgebrach erklärt, Zweite, verbesserte Auflage, Gotha, 1897.
- Literaturgeschichte des Alten Testaments im Abriß, Berlin, Pormetter, 1911.
- (Hrsg.): Gotha und sein Gymnasium. Bausteine zur Geistesgeschichte einer Deutschen Residenz. Zur 400-Jahrfeier des Gymnasiums Ernestinum, Gotha, 1924.